# Novovaršavskij rajon
Il Novovaršavskij rajon (in russo Нововаршавский район?) è un rajon dell'Oblast' di Omsk, nella Russia asiatica; il capoluogo è Novovaršavka. Istituito nel 1941, ricopre una superficie di 2.200 chilometri quadrati e consta di una popolazione di circa 26.000 abitanti.